# Ель-Пальмар
Ель-Пальмар (ісп. El Palmar) — руїни міста цивілізації мая у штаті Кампече Мексика.

## Історія
Стародавня назва невідома. Поселення утворилося майже 300 року до н. е. У цей період перебувало під впливом Ель-Мірадора. Навколо городища у ранньокласичний період утворилося царство Вакпііїт («Шість паланкинів»). Ахави носили титул сак оок, точний зміст якого не зрозумілий (варіанти переклади «білодолинний» чи «білоног»). На нього мали право не лише власне царі, але також їхні родичі. На відміну від останніх володар Вакпіїту мав також титул Священного ахава та баакаба («головний на землі»).
У IV столітті був частиною «Нового порядку», підкоряючись Теотіуакану. Водночас зберігалася значна внутрішня самостійність. З початку V століття царство Вакпііт поступово здобуло самостійність. Після цього налагодило союзницькі стосунки з Канульським царством. Наприкінці цього ж століття або на початку VII визнало зверхність Кануля. При підтримці суверена вакпіїтські ахави зуміли приєднати царство Ібіль (точне місцезнаходження цього царства або області невідомо). Ахави Вакпіїту зберігали вірність канульським володарям навіть після поразки канульських військ в 695 році від Мутульського царства.
У VIII столітті відбулося послаблення царської влади та посилення аристократів — ах-к'ухуунів та лакамів. Цей період тривав до початку IX століття. Після занепаду великих держав — Мутуля і Кануля, царство Вакпіїт зуміло відновити самостійність. Нове, нетривале піднесення відбулося у 810-820-х роках. Занепад відбувся з 870-х років. Остаточно городище Ель-Пальмар було залишено близько 900 року.

### Ахави
- К'ахк’-…лах-Чан-Йопаат (550-ті)
- Ах-Сак-Бохб-Паат
- Упакаль-К'ініч (710-ті роки)
- Йунєн-… (720-ті)
- …-Полав-Чан-Йопаат (820-ті))

## Опис
Розташоване у південно-східній частині штату Кампече (Мексика) в муніципалітеті Калакмул, неподалік від кордону з Гватемалою і Белізом, за 30 км від руїн Ріо-Асуль, 33 км — Ріо-Бек, 50 км — Калакмула.
У межах «Головної групи» розташовуються кілька площ, 2 пірамідальні храми, а також палац і майданчик для гри в м'яч. Одним з ранніх культових будов є «Храм II» (VI ст.).
Крім «Головної групи» існувало ще, щонайменше, 8 архітектурних груп, розташованих в радіусі до 2,5 км від центру. Особливий інтерес являє «Група Гусмана», де виявлено ієрогліфічні сходи, що були зведені Ах-Пач’-Ваалю, лакаму Тішаха. Сходи складаються з 6 ступенів і 109 каменів, а напис на ній, за оцінками фахівців, спочатку включала 164 ієрогліфічних блоки. Український дослідник В. Талах здійснив повний переклад цього напису.
На території були знайдені 44 стели (на сьогодні залишилося 38) і 15 вівтарів, що датуються періодом від 554 до 884 року. До останнього часу вони мало вивчалися епіграфістами, хоча в 1950 році американський вчений Тетяна Проскурякова в своїй праці «Дослідження скульптур мая класичного періоду» привела фотографії і короткий опис деяких стел з Ель-Пальмари. До числа ранньокласичних стел, виходячи зі стилю, відносять стелу 45, на якій, проте, не збереглося чіткої дати. Переважно написи на стелах та вівтарях мають історичний та династичний характер.
Кілька стел на «Великий площі» датують першою половиною VIII століття. Так, стелу 8 було встановлено з нагоди закінчення 10-річчя в день 9.14.10.0.0, 5 Ахав 3 Мак (13 жовтня 721 року). У написі на цьому монументі сказано, що місцевий ахав, ім'я якого не збереглося, відсвяткував настання календарної дати традиційним обрядом розкидання грудочок ароматної смоли.
На «Площі К'авііля», що є частиною «Головної групи» є невеликий фрагмент монумента, позначений як стела 41 (на ньому позначено дату за Довгим рахунком — 30 травня 884 року).

## Історія досліджень
У 1936 році в Ель-Пальмарі протягом декількох тижнів працювала експедиція, яку очолював провідний на той час американський дослідник культури мая Ерік Томпсон. Її зусиллями була зокрема складена перша карта основної групи.
Після експедиції Е. Томпсона довгі роки не велося легальних систематичних розкопок. Археологічний проєкт Ель-Пальмар стартував лише в грудні 1996 року, його керівником став мексиканський археолог К. Брокманн. Хоча проєкт планувався як довгостроковий, Брокманн провів в Ель-Пальмарі 3 місяці, після чого припинив польові роботи, залишив городище і більше вже не повертався туди.
З 2007 року розкопками керують К. Цукамото і Х. Камачо, а епіграфістом проєкту є мексиканський дослідник О. Еспарса. Найважливішим результатом їх роботи стало значне розширення меж городища.